# Krefeld-Uerdinger Brücke
Die Krefeld-Uerdinger Brücke (auch Uerdinger Rheinbrücke) überspannt zwischen dem Krefelder Stadtteil Uerdingen und dem Duisburger Stadtteil Mündelheim als Zügelgurtbrücke den Rhein. Das Bauwerk ist insgesamt 860 m lang und hat zwei Fahrstreifen sowie zwei Gehwege. Es ist eine der letzten „unechten“ Hängebrücken über den Rhein. Die Krefeld-Uerdinger Brücke ist Teil der Bundesstraße 288. Das Bauwerk zählt zu den schönsten Rheinbrücken und steht seit 1987 wegen der „baukünstlerischen Auffassung der angestrebten Harmonie zwischen Natur und Technik“ unter Denkmalschutz.

## Geschichte

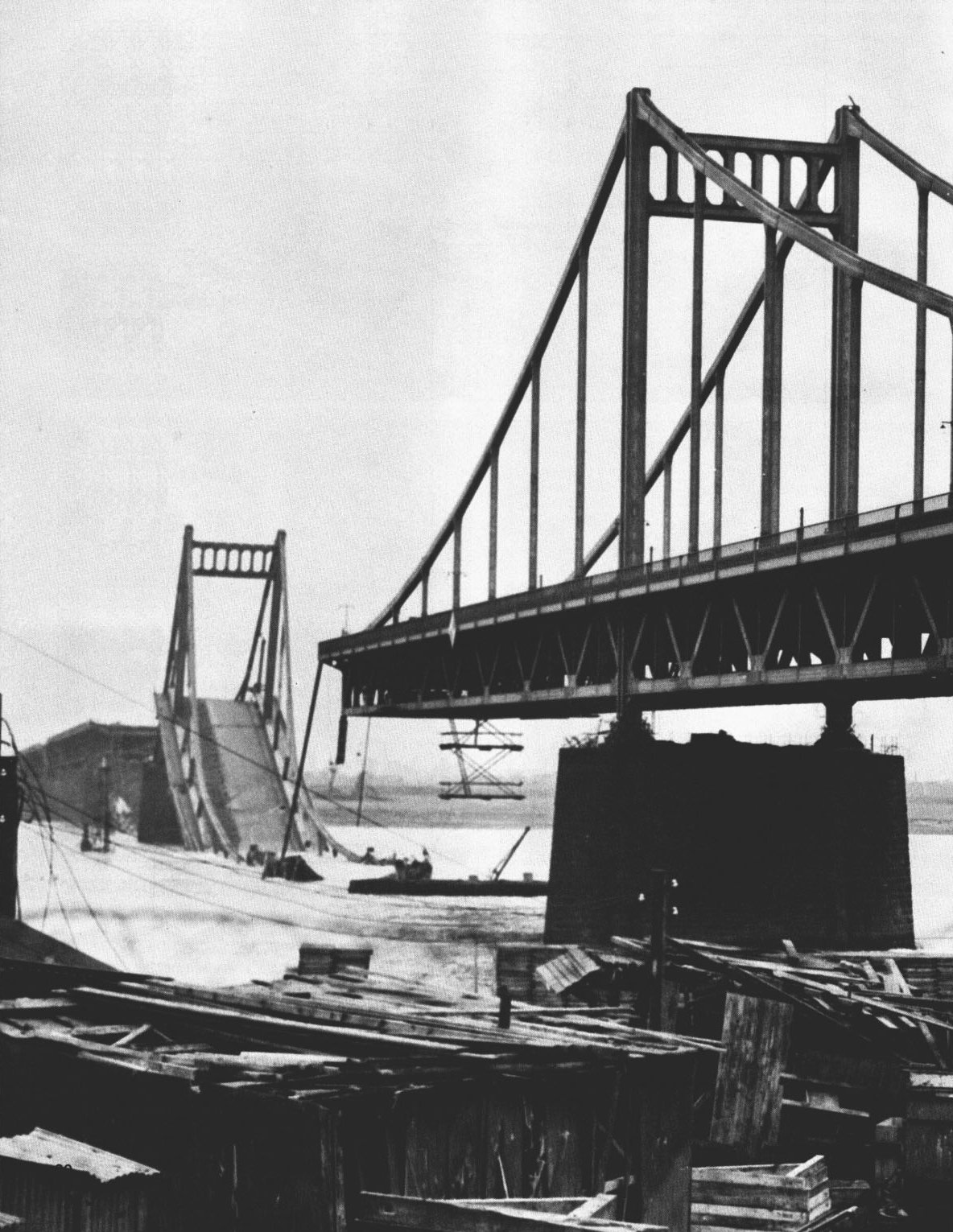
Die zerstörte Brücke 1945

1933 begann der Bau der Rheinbrücke nach einem Entwurf von Friedrich Voß. Während der Gründungsarbeiten der Pfeiler wurde ein 27 Millionen Jahre alter versteinerter Urwalschädel gefunden, der heute im Essener Ruhrmuseum zu sehen ist und als bedeutender Fund (Patriocetus) gilt. Am 7. Juni 1936 folgte die Einweihung mit dem Namen „Adolf-Hitler-Brücke“ durch Rudolf Heß. Die Konstruktion ersetzte die alte Fährverbindung zwischen Mündelheim und Uerdingen. Die Baukosten betrugen 6,3 Millionen Reichsmark (heute ca. 33,3 Millionen Euro). Am 4. März 1945 sprengten Truppen der Wehrmacht die Strombrücke, als alliierte Truppen im Rahmen der Operation Grenade zum Rhein vorrückten.
Es kam zu sehr harten Kämpfen um die Brücke, bei denen die Altstadt von Uerdingen besonders in Mitleidenschaft gezogen wurde.
Ende 1948 begann der Wiederaufbau. Dabei wurden viele alte Konstruktionsteile verwendet und auch alte Ausführungszeichnungen.
Am 4. November 1950 wurde die Rheinbrücke von Ministerpräsident Karl Arnold als „Krefeld-Uerdinger-Brücke“ wiedereröffnet. Zur Erhöhung der Tragkraft erfolgten 1964 Verstärkungsmaßnahmen; von 1984 bis 1993 wurde sie für 10 Millionen DM (nach heutiger Kaufkraft ungefähr 9 Millionen Euro) instand gesetzt.
Die Route der Industriekultur (Themenroute Industriekultur am Rhein) führt über die Krefeld-Uerdinger Brücke und die Brücke der Solidarität.

## Konstruktion

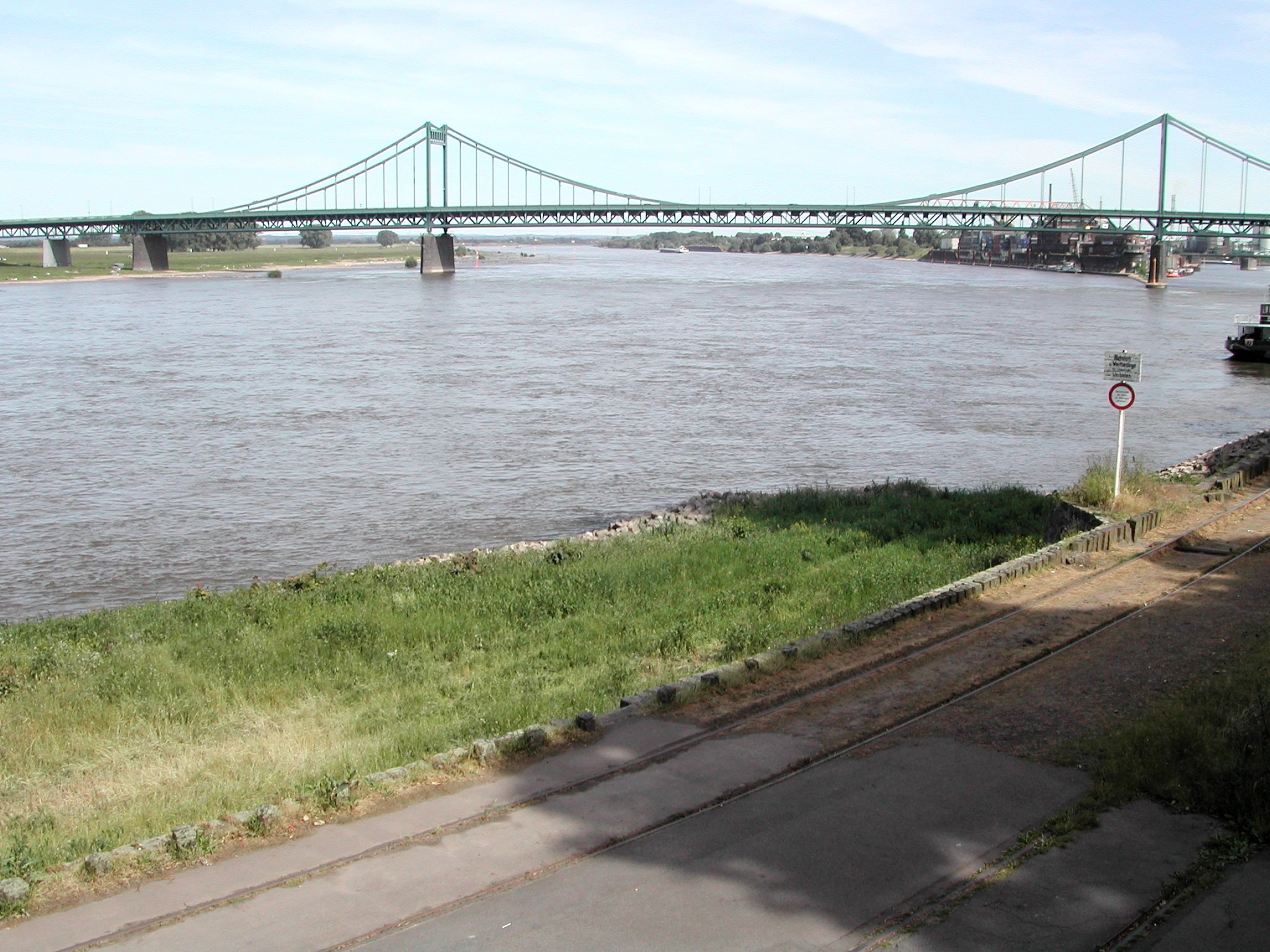
Krefeld-Uerdinger Brücke

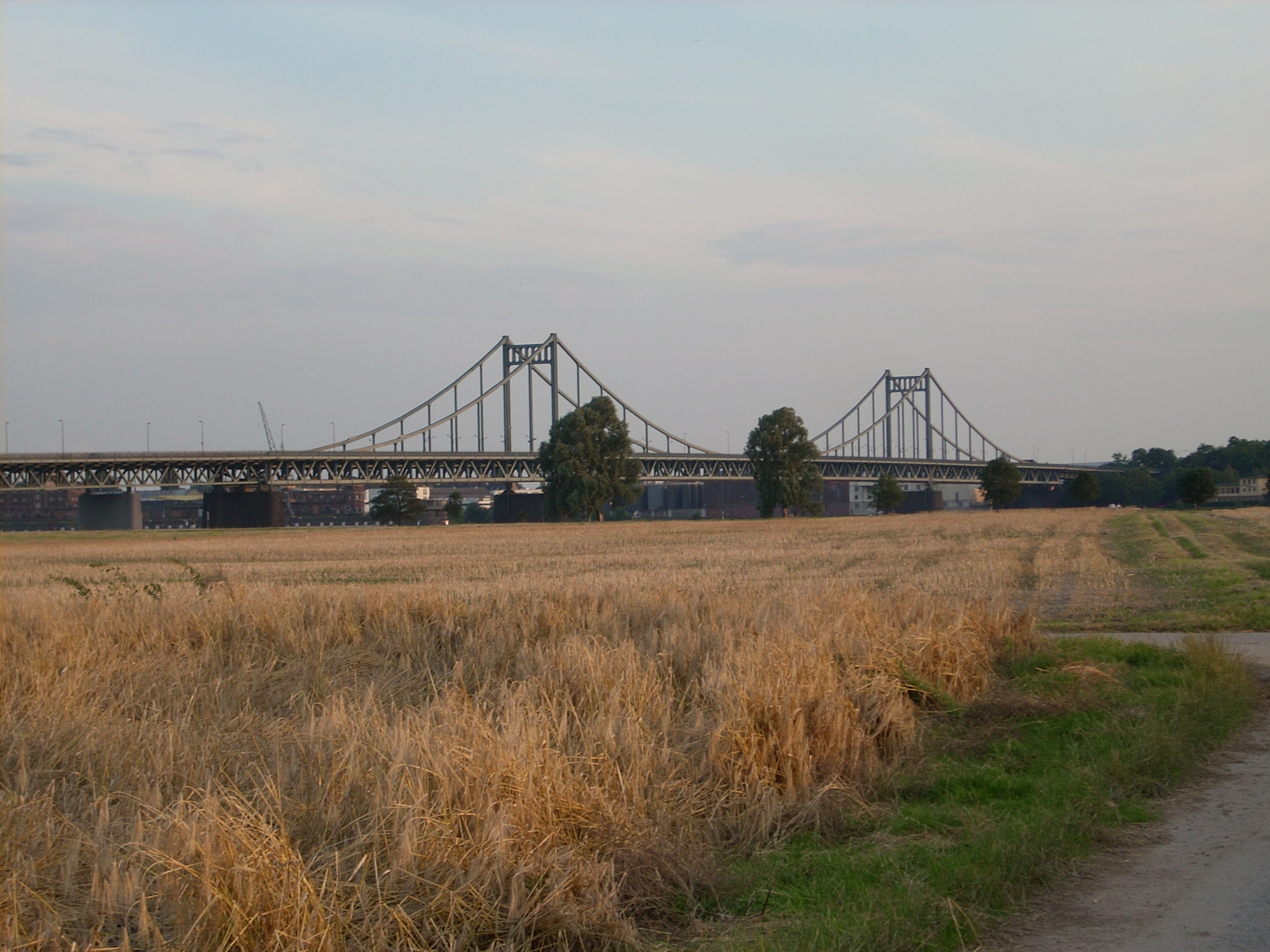
Blick von Mündelheim

Bei Nacht

### Vorlandbrücken
Die linksrheinische Vorlandbrücke ist eine 88 m lange dreifeldrige Vollwandträgerkonstruktion aus Stahl mit Pendelstützen aus Stahl als Pfeiler. Die Vorlandbrücke auf Mündelheimer Seite ist eine 270 m lange Fachwerkbrücke mit sechs Feldern und oben liegender Fahrbahn.

### Strombrücke
Die dreifeldrige Hauptbrücke hat bei einer Gesamtlänge von 500 m Stützweiten von 125,0 m + 250,0 m + 125,0 m und ist 19,5 m breit. Das Bauwerkssystem ist in Längsrichtung eine Auslegerbrücke (Kragarmbrücke) mit einem 50 m langen Einhängeträger, der in der Mitte der Stromöffnung angeordnet ist. Da die „Tragkabel“ aus Profilträgern bestehen, die polygonalartig durch Niete miteinander verbunden sind und ihre Zugkräfte in den Überbau einleiten, wird die Konstruktion auch als unechte Zügelgurtbrücke bezeichnet. Die Längsträger, zwischen der Fahrbahn angeordnet, sind 7,25 m hohe Fachwerkträger, welche alle 6,25 m durch Querträger miteinander verbunden und alle 12,5 m ausgehend vom Pylon an je sieben Pfosten hochgehängt sind. Die 40 m hohen Pylone haben eine Breite von 1,25 m. Die Fahrbahnplatte ist seit der Instandsetzung in den 1980er Jahren in der Stromöffnung eine 20 cm dicke Stahlbetonverbundplatte; ursprünglich waren es Fertigteilhohlplatten, die keinen Verbund mit der Stahlkonstruktion hatten. In den Seitenöffnungen sind 30 cm dicke Ortbetonplatten vorhanden. Die Pfeiler wurden mit Caissons gegründet; sie bestehen aus Stampfbeton und sind mit Basaltlava verkleidet.

## Sanierungen
Am 4. Juli 2024 gab Straßen.NRW bekannt, dass für „Betoninstandsetzungen von den Unterseiten der Betonfahrbahnplatten sowie ein verpressen der Fugen zwischen den Stahlträgern und aufgelagerten Betonfahrbahnplatten“ die Brücke für voraussichtlich 10 Wochen nur bei halbseitiger Verkehrsführung und auf 7,5 Tonnen abgelastet genutzt werden darf. Damit sollen Erschütterungen vermieden und die Aushärtung der Baumaterialien gewährleistet werden.

## Ausbauplanung
Im Bundesverkehrswegeplan 2030 ist der durchgehend vierstreifige Ausbau der B 288 und damit auch der Rheinquerung als „Weiterer Bedarf mit Planungsrecht“ eingestuft und damit frühestens ab 2030 zu erwarten. Ein Abriss der denkmalgeschützten Brücke kann daher schon 2014 nicht ausgeschlossen werden. Im März 2023 hat eine Untersuchung ergeben, dass das damals beim Bau verwendete Material eine schlechtere Qualität hat, als bislang gedacht. Daher wird ein Ersatzneubau inzwischen als zwingend erforderlich angesehen, dessen Umsetzung im Laufe der nächsten zwölf Jahre erfolgen soll.